# ジョヴァンニ・バッティスタ・スカラブリーニ
ジョヴァンニ・バッティスタ・スカラブリーニ（Giovanni Battista Scalabrini, 1839年7月8日 - 1905年6月1日）は、イタリアの司教、カトリック教会の聖人、スカラブリーニ宣教会創立者。

## 生涯
スカラブリーニは北イタリア・コモ県フィーノ・モルナスコで8人兄弟の3番目として生まれ、父親は葡萄酒販売業を営んでいた。幼少時から司祭への召命を抱き、1857年、神学校に入学。勉学を重ねて1863年5月30日、司祭に叙階された。
1967年、北イタリアに流行したコレラに罹患した人々の看護に当たり政府から勲章を受け、同年、コモの工業地区の主任司祭に任命される。スカラブリーニは司祭として信者への司牧、青少年の育成に携わった。
1876年、ピアチェンツァ教区の司教になり、29年に渡って教区改革、司祭育成、小教区訪問等に務めた。1887年11月18日、スカラブリーニはアメリカ大陸へ移住するイタリア移民の為に「聖カルロ宣教会」を発足、彼らの信仰生活を支えた。更に宣教活動を強めるため1895年、「聖カルロ・ボロメオ宣教修道女会」を創立。
スカラブリーニはアメリカ合衆国、アルゼンチン、ブラジル等を訪問し、ブラジル訪問から帰国後、以前からの持病が悪化し手術するも回復することがなく1905年6月1日に死去。
2022年10月9日、教皇フランシスコによってアルテミデ・ザッティ（サレジオ会修道士）と共にバチカンで列聖された。

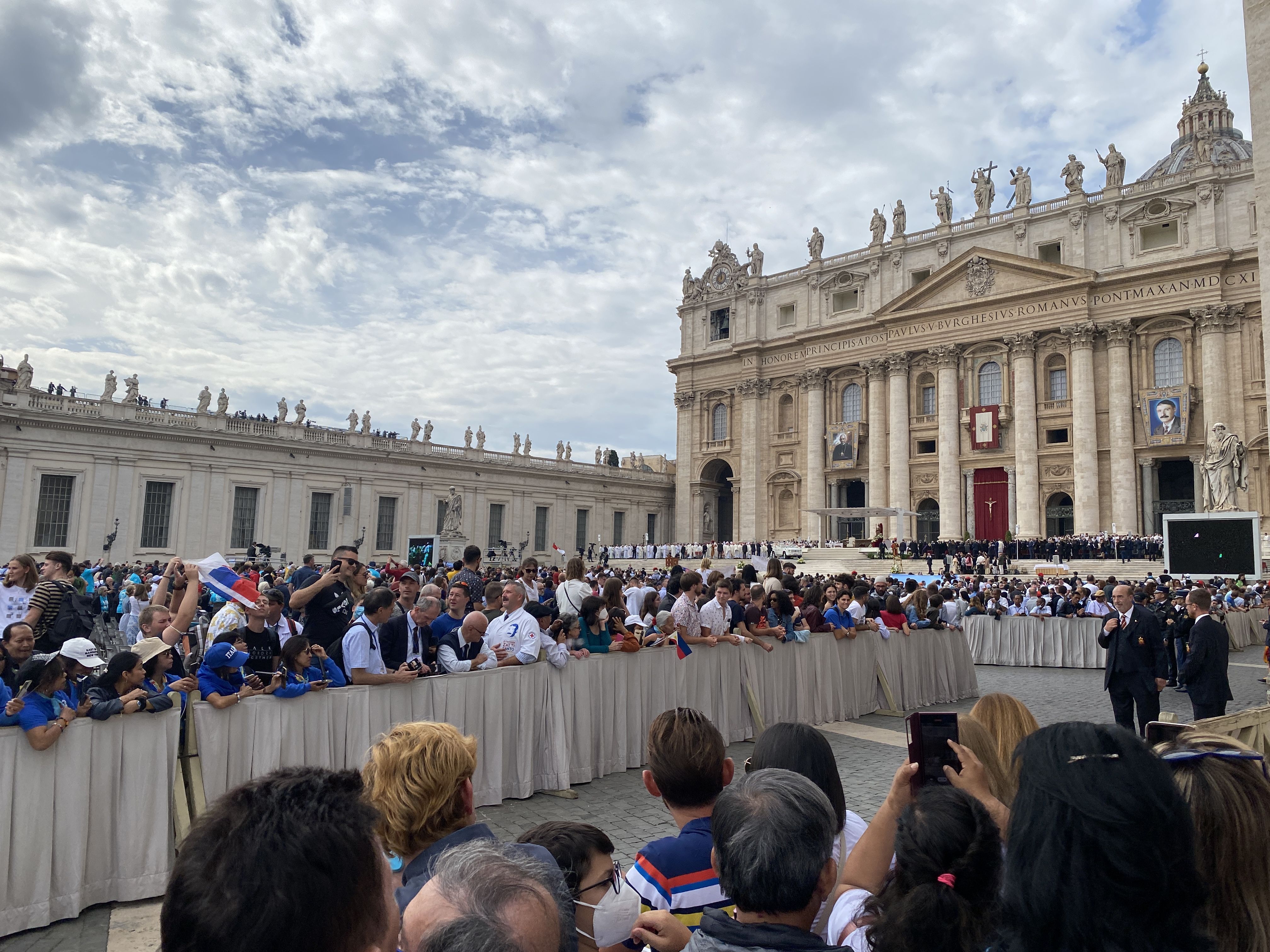
2022年10月9日、スカラブリーニ列聖式の様子